# Dinos de Calgary
Les Dinos de Calgary (anciennement «Dinosaurs de Calgary») sont les équipes sportives universitaires qui représentent l'Université de Calgary, situé à Calgary, Alberta, Canada.

## Équipes universitaires[1]
- Athlétisme et cross-country (M/F)
- Basket-ball (M/F)
- Football (M/F)
- Football canadien (M)
- Hockey sur gazon (F)
- Hockey sur glace (M/F)
- Lutte (M/F)
- Natation (M/F)
- Rugby (F)
- Volley-ball (M/F)

## Rivalités

### Contre l'Université de l'Alberta
Faisant partie de la «Bataille de l'Alberta», il existe une rivalité intense entre les Dinos et les Golden Bears/Pandas de l'Université de l'Alberta, dont les deux se situent à la province de l'Alberta.